# Maurice Taylor
Maurice De Shawn Taylor (Detroit, Míchigan, 30 de octubre de 1976) es un exjugador profesional de baloncesto estadounidense que jugó 9 temporadas en la NBA. Con 2,06 metros de estatura, jugaba en la posición de ala-pívot.

## Trayectoria deportiva

### Universidad
Maurice acudió a la Universidad de Míchigan. 

### Profesional
En 1998, fue elegido en el Draft de la NBA por Los Angeles Clippers. Fue enviado luego a los Houston Rockets y posteriormente contratado por los New York Knicks. En 2006 fichó por Sacramento Kings.